# Jordan LaSecla
Jordan David LaSecla (Newbury Park, 8 settembre 1987) è un giocatore di football americano statunitense di ruolo quarterback. Al college ha giocato a football alla San Jose State University (la stessa università frequentata da Robert Frasco), per poi essere inserito come undrafted free agent nel roster pre-stagionale degli Oakland Raiders e passare quindi a giocare nel campionato italiano con i Seamen Milano..
Alla high school è stato compagno di squadra di Jordan Cameron, mentre al college di Alex Germany (poi defensive back di diverse squadre italiane), dei giocatori NFL Duke Ihenacho, Bené Benwikere, Keith Smith, Peyton Thompson e Tyler Ervin e  dei giocatori CFL Brandon Rutley, Ronnie Yell e Forrest Hightower.

## Statistiche
|                                          |                                          |          | Passing  | Passing  | Passing  | Passing  | Passing  | Passing  | Passing     | Rushing  | Rushing    | Rushing        | Rushing  |
| Stagione                                 | Stagione                                 | G        | Att      | Com      | Int      | Pct.     | Yd       | TD       | NCAA rating | Att      | Yd Portate | Yd Per portata | TD       |
| ---------------------------------------- | ---------------------------------------- | -------- | -------- | -------- | -------- | -------- | -------- | -------- | ----------- | -------- | ---------- | -------------- | -------- |
| 2002                                     |                                          | ?        | ?        | ?        | ?        | ?        | ?        | ?        | ?           | ?        | ?          | ?              | ?        |
| 2003                                     |                                          | ?        | ?        | ?        | ?        | ?        | ?        | ?        | ?           | ?        | ?          | ?              | ?        |
| 2004                                     |                                          | ?        | ?        | 196      | 15       | ?        | 2247     | 14       | ?           | ?        | ?          | ?              | ?        |
| 2005                                     |                                          | ?        | ?        | ?        | ?        | ?        | ?        | ?        | ?           | ?        | ?          | ?              | ?        |
| Totale college (Newbury Park Panthers)   | Totale college (Newbury Park Panthers)   | ?        | ?        | 196+?    | 15+?     | ?        | 2247+?   | 14+?     | ?           | ?        | ?          | ?              | ?        |
| 2006                                     | WAC                                      | Redshirt | Redshirt | Redshirt | Redshirt | Redshirt | Redshirt | Redshirt | Redshirt    | Redshirt | Redshirt   | Redshirt       | Redshirt |
| 2007                                     | WAC                                      | 4        | 18       | 8        | 0        | 44.4     | 64       | 1        | 92.6        | 5        | 7          | 1.4            | 0        |
| 2008                                     | WAC                                      | 2        | 3        | 2        | 1        | 66.7     | 13       | 0        | 36.4        | 0        | 0          | 0              | 0        |
| 2009                                     | WAC                                      | 8        | 304      | 182      | 11       | 59.9     | 1926     | 10       | 116.7       | 56       | -110       | -2.0           | 1        |
| 2010                                     | WAC                                      | 13       | 391      | 231      | 16       | 59.1     | 2860     | 16       | 125.8       | 69       | -9         | -0.1           | 1        |
| Totale college (San Jose State Spartans) | Totale college (San Jose State Spartans) | 27       | 716      | 423      | 28       | 59.1     | 4863     | 27       | 120.75      | 130      | -112       | -0.9           | 2        |
| Totale giovanili                         | Totale giovanili                         | 27+?     | 716+?    | 619+?    | 43+?     | ?        | 7110+?   | 41+?     | ?           | 130+?    | -112+?     | ?              | 2+?      |
| 2012                                     | IFL                                      | ?        | ?        | ?        | ?        | ?        | ?        | ?        | ?           | ?        | ?          | ?              | ?        |
| 2013                                     | IFL                                      | 8        | 196      | 106      | 8        | 54.1     | 1507     | 12       | 130.7       | 34       | 30         | 0.9            | 1        |
| 2013                                     | EFAF Cup                                 | 2        | 17+?     | 8+?      | 0+?      | ?        | 78+?     | 2        | ?           | 1+?      | -1+?       | ?              | 0        |
| Totale Seamen Milano                     | Totale Seamen Milano                     | 10+?     | 213+?    | 114+?    | 8+?      |          | 1585+?   | 14+?     |             | 35+?     | 29+?       |                | 1+?      |
| Totale squadre maggiori                  | Totale squadre maggiori                  | 10+?     | 213+?    | 114+?    | 8+?      |          | 1585+?   | 14+?     |             | 35+?     | 29+?       |                | 1+?      |
| Totale                                   | Totale                                   | 37+?     | 929+?    | 733+?    | 51+?     |          | 8695+?   | 55+?     |             | 165+?    | -83+?      |                | 3+?      |